# Lettres de sécurité nationale
Les lettres de sécurité nationale (National Security Letters : NSL) sont des requêtes contraignantes, ou des sortes de subpoena administratifs, émis par des agences fédérales américaines, en premier lieu desquelles le FBI, mais aussi le département de la Défense des États-Unis, etc., qui leur permettent d'obtenir d'organismes, publics ou privés, toute information nominative à des fins de surveillance, et ce, sans aucune supervision judiciaire. Créées dans les années 1970, l'usage des NSL a été fortement étendu par l'USA PATRIOT Act (2001), qui réforme à cet égard le Foreign Intelligence Surveillance Act de 1978 ainsi que le Fair Credit Reporting Act (en) (sections 505 et 358 du PATRIOT Act).

## Avant le PATRIOT Act
Les lettres de sécurité nationale ont été créées en 1978, sous l'administration Carter, afin de créer une dérogation aux dispositions du Right to Financial Privacy Act (en) qui avait empêché le gouvernement d'accéder aux données personnelles financières des citoyens des États-Unis sans qu'ils en soient informés et qu'ils puissent s'y opposer. Alors utilisées par le FBI, les NSL étaient restreintes aux enquêtes visant des suspects d'espionnage ou de terrorisme, soit étrangers, soit considérés comme des agents de puissances étrangères. Les organismes visés par ces requêtes devaient volontairement s'y soumettre, et plusieurs États avaient passés des lois leur permettant de refuser de donner suite à ces demandes.
Le 4 décembre 1981, le président Ronald Reagan décrète l'Executive Order 12333, obligeant les agences fédérales à coopérer davantage avec les services de renseignement, en particulier avec la CIA. En gros, la CIA peut sous-traiter au FBI des requêtes concernant certaines personnes, et l'usage des NSL se place, encore aujourd'hui, sous cet ordre exécutif.
La loi concernant les NSL fut ensuite amendée en 1986, rendant ces requêtes contraignantes, l'Electronic Communications Privacy Act (en) de 1986 prévoyant des dispositions similaires. Toutefois, le refus d'accéder à ces requêtes n'était pas pénalisé. Un amendement de 1993, promulgué sous George H. W. Bush, retira la restriction concernant les « puissances étrangères », soumettant ainsi tout citoyen américain à ces requêtes. Il étendit aussi l'usage des NSL à des personnes n'étant pas visées par des enquêtes officielles du FBI, permettant par exemple d'être utilisé, à titre préliminaire, avant l'ouverture d'une enquête (éventuellement à des fins de justifier la création d'un dossier concernant quelqu'un).

## Après le PATRIOT Act
À travers ces NSL, le FBI a pu obliger toute personne morale ou physique, dont les fournisseurs d'accès à Internet (FAI) ou les bibliothèques, à leur donner accès leurs bases de données personnelles, essentiellement à des fins d'analyse du trafic plutôt que d'analyse du contenu même des communications (en d'autres termes, le FBI analyse davantage les informations concernant les destinataires des informations, l'horaire d'envoi des messages, etc., afin d'établir des connexions entre les personnes, permettant ensuite de juger quelqu'un pour des délits similaires à l'association de malfaiteurs).
Auparavant restreints à des personnes soupçonnées de terrorisme ou d'espionnage, l'usage des NSL a été étendu, avec le USA PATRIOT Act, à la surveillance des « Américains ordinaires ». De plus, la sec. 505 de cette loi interdit aux organismes visés d'informer les personnes ciblées de la transmission de données personnelles (gag order). Après l'élection d'Obama, l'inspecteur général du département de la Justice a pu considérer que les NSL étaient sujettes à de « sérieuses mésutilisations » (serious misuse). Fin 2009, un projet de loi prévoyant de proroger plusieurs dispositions du PATRIOT Act venant à expiration devait légèrement restreindre l'usage des NSL par le FBI.
Le FBI a ainsi utilisé de façon exponentielle ces NSL, en délivrant 200 000 entre 2003 et 2006. Fin 2003, Bush et John Ashcroft, le ministre de la Justice, ont autorisé les agences à conserver les données acquises via les NSL, alors qu'elles étaient auparavant détruites si elles concernaient des personnes innocentées par la suite. Il a même ordonné que ces données soient enregistrées sur des systèmes de traitement de données, à des fins d'exploration de données (data mining) tandis que l'executive Order 13388 (en) (Further Strengthening the Sharing of Terrorism Information To Protect Americans) étendit l'accès à ces bases de données aux gouvernements locaux, étatiques et tribaux, ainsi qu'aux « entités appropriées du secteur privé », entités non définies. En janvier 2004, le FBI a mis sur pied l'Investigative Data Warehouse (en), fondée sur le même logiciel d'Oracle utilisé par la CIA, afin d'exploiter ces données. Les instructions ministérielles d'Ashcroft permettaient aussi, pour la première fois, au FBI d'intégrer les données provenant de deux filiales de Reed Elsevier, LexisNexis et ChoicePoint (en), qui combinent des données personnelles provenant du secteur privé et public, à ses systèmes de traitement (les précédents ministres de la Justice considéraient que cela violait le Privacy Act de 1974 (en)).

## Les recours déposés par l'ACLU
L'ACLU (American Civil Liberties Union) a déposé trois recours contre cet usage des NSL :
- d'abord Doe c. Holder (en) en 2004[6] ;
- ensuite Library Connection c. Gonzales (en) ;
- enfin Internet Archive c. Mukasey.

Doe C. Holder a conduit la loi à être amendée à la suite de la décision du juge Victor Marrero (en) en septembre 2007, selon laquelle cette mesure violait le Premier amendement à la Constitution ainsi que le principe de séparation des pouvoirs. Jugées en appel après cette réforme, les dispositions modifiées ont de nouveau été jugées anticonstitutionnelles en décembre 2008.
En septembre 2006, un tribunal a jugé dans Library Connection c. Gonzales que le fait d'accompagner la NSL avec un ordre de bâillonnement (gag order) était, dans le cas d'une bibliothèque, anticonstitutionnel. Le FBI avait alors demandé à un employé d'une bibliothèque du Connecticut de lui fournir toutes les informations (lectures, courriels, etc.) auxquelles il pouvait accéder.
Internet Archive c. Mukasey, pour lesquels l'ACLU ainsi que l'Electronic Frontier Foundation s'étaient portés parties civiles, déboucha sur un accord à l'amiable, le FBI retirant sa demande NSL en avril 2008. Plusieurs requêtes de l'ACLU fondées sur le Freedom of Information Act (FOIA) ont aussi abouti à montrer que le département de la Défense avait fait un usage abusif des NSL, s'alliant notamment avec le FBI pour circonvenir la loi.